# Lucas Silveira
Lucas Silveira est un homme trans, canadien, chanteur,  guitariste et auteur-compositeur qui joue dans le groupe de rock The Cliks.

## Biographie
Silveira est né au Canada d'une famille luso-canadienne. Il a vécu de l'âge de 4 ans à l'âge de 10 ans sur l'île de Pico. À l'âge de 10 ans, sa famille a déménagé vers les banlieues de Toronto.
Selon Silveira, il déclara vers l'âge de 3 ans : « Je savais exactement qui j'étais..., ce à quoi j'aspirais, je n'avais pas les mots pour l'exprimer et dire que j'étais autre chose. ». Il savait qu'il était un garçon et demanda à sa mère de lui acheter un pénis comme ses frères, puis il réprima plus tard ses ressentis sur son identité de genre. La première fois qu'il a entendu parler de personnes transgenres, il avait environ 14 ou 15 ans, il s'agissait de Geraldo Rivera. Il a ensuite décidé de faire son coming-out et de vivre en tant que lesbienne.
En 2010, il commença une hormonosubstitution.
Silveira a créé The Cliks en 2004.